# Tinc un coll que fa pena
Tinc un coll que fa pena o El coll no enganya (anglès: I Feel Bad About My Neck) és un llibre escrit per Nora Ephron, un conjunt d'assaigs publicat originalment en anglès el 2006. L'han traduït al català Mar Albacar el 2008 i Carlota Gurt el 2023, per encàrrec d'Angle Editorial i L'Altra Editorial, respectivament.

## Sinopsi
En el volum, l'autora, que seixanteja, reflexiona amb to humorístic sobre aspectes de l'adultesa: el pas del temps, la vellesa, la criança dels fills, els efectes de la menopausa, la pèrdua de visió, la mort d'éssers estimats i la cura de l'aspecte físic (com el bigoti, les celles i la pell al voltant del coll). En general, són temes canònicament femenins i domèstics, cosa que podria haver allunyat la seva literatura del públic general. En el llibre també conta anècdotes, com un encontre amb el president estatunidenc John F. Kennedy, i explora les diferències entre Washington i Nova York.

## Recepció
En térmens de popularitat, el setembre del 2006 va encapçalar la llista de supervendes de no-ficció elaborada per The New York Times i el 2019 va ser inclòs en l'aplec dels millors 100 llibres del segle xxi de The Guardian. Pel que fa al mercat català, l'estiu del 2023 el llibre es va posicionar molt amunt en la classificació de les obres més venudes de no-ficció en català.
Quant a la rebuda per part de la crítica literària, Adrià Puertolas d'El Nacional va escriure'n el següent: «Els temes del recull, a priori, poden semblar frívols. […] Però cal no confondre frivolitat amb banalitat. La seva lucidesa fa que els assajos del volum siguin il·luminadors sense caldre parlar sempre de temes transcendents. La literatura d’Ephron és increïblement perspicaç, fresca i enormement divertida, amb i per sobre de la trivialitat». En la mateixa línia, Marina Espasa de l'Ara va elogiar l'autora, que va assegurar que «excel·leix en intel·ligència, en autoironia i en tenir moltes ganes d’explicar el costat còmic de les coses». Així mateix, Ignasi Gaya del 3/24 va considerar que el llibre contenia «reflexions que apel·laran als lectors de totes les edats i que, per damunt de tot, estan farcides d'ironia». Eva Muñoz de La Vanguardia va comparar efusivament Nora Ephron amb Woody Allen, mentre que Lourdes Toledo d'El Diario la va relacionar ràpidament amb Natalia Ginzburg. En un mail obert a VilaWeb, l'escriptora Tina Vallès va expressar que la seva obra és complementària amb la d'Emily Dickinson. Segons ella, «Ephron es llegeix com un got d’aigua fresca quan es té molta set. […] La Nora ens parla de nosaltres per fora, de nosaltres a fora, de nosaltres al món, i aquest nosaltres és un nosaltres fet gairebé essencialment de dones». El llibre també ha estat recomanat per Sílvia Soler i Míriam Cano.